# Aube (departament)
Aube (wymowaⓘ) – francuski departament położony w Szampanii, w regionie Grand Est. Departament oznaczony jest liczbą 10. Departament został utworzony 4 marca 1790 roku.
Według danych na rok 2010 liczba zamieszkującej departament ludności wynosi 303 327 os. (50 os./km²); powierzchnia departamentu to 6004 km². Ośrodkiem administracyjnym (prefekturą) i największym miastem departamentu jest Troyes. 
W 2021 roku w skład departamentu wchodziło 431 gmin (lista).

## Miejscowości
Największe miejscowości departamentu (w nawiasach liczba ludności w 2021 roku):

- Troyes (62 782)
- Romilly-sur-Seine (14 766)
- Saint-André-les-Vergers (12 775)
- La Chapelle-Saint-Luc (12 299)
- Sainte-Savine (10 515)
- Saint-Julien-les-Villas (6745)
- Nogent-sur-Seine (5809)
- Pont-Sainte-Marie (5143)
- Bar-sur-Aube (4753)
- Rosières-près-Troyes (4749)
- La Rivière-de-Corps (3651)
- Aix-Villemaur-Pâlis (3437)
- Les Noës-près-Troyes (3267)
- Saint-Parres-aux-Tertres (3201)
- Bréviandes (3034)
- Bar-sur-Seine (2877)
- Saint-Lyé (2870)
- Arcis-sur-Aube (2759)
- Brienne-le-Château (2738)
- Villenauxe-la-Grande (2645)